# Eduard Melkus
Eduard Melkus (ur. 1 września 1928 w Baden bei Wien) – austriacki skrzypek i pedagog muzyczny.

## Życiorys
W latach 1949–1953 uczył się gry na skrzypcach u Ernsta Morawca w Konserwatorium Wiedeńskim. Od 1951 do 1953 roku studiował też pod kierunkiem Ericha Schenka muzykologię na Uniwersytecie Wiedeńskim. Swoją grę na skrzypcach doskonalił w Paryżu u Firmina Touche’a (1953), w Zurychu u Alexandra Schaicheta (1956) i w Winterthur u Petera Rybara (1958). W 1958 roku został wykładowcą gry na skrzypcach i na altówce w Konserwatorium Wiedeńskim.
W 1965 roku założył zespół Capella Academica, z którym wykonywał muzykę dawną na kopiach instrumentów historycznych. Interesował się muzyką okresu renesansu, baroku i wczesnego klasycyzmu. Dokonał licznych nagrań płytowych, m.in. z utworami J.S. Bacha i H.I. Bibera.